# Segelfluggelände Übersberg

i7
i11
i13
Das Segelfluggelände Übersberg liegt in den Gebieten der Gemeinden Pfullingen und Lichtenstein im Landkreis Reutlingen in Baden-Württemberg, etwa 7 km südöstlich von Reutlingen.

## Flugbetrieb
Das Segelfluggelände ist mit einer 1020 m langen Start- und Landebahn aus Gras ausgestattet. Der Betreiber des Segelfluggeländes ist die Flugsportvereinigung Übersberg, ein Zusammenschluss aus den vier auf dem Segelfluggelände ansässigen Vereinen. Am Flugplatz findet Flugbetrieb mit Segelflugzeugen, Motorseglern und Ultraleichtflugzeugen statt. Segelflugzeuge starten per Windenstart oder Flugzeugschlepp.